# Дениз, Натали
Натали Дениз (укр. Наталі Деніз, гаг. Natali Deniz; Котловина, Ренийский район, Одесская область, Украина) — гагаузская певица из Украины. Представляла Украину на фестивале Türkvizyon в 2014 году.

## Биография
Родилась и выросла в гагаузском селе Котловина Ренийского района Одесской области.
С детства увлекалась музыкой и пением. Принимала участие в различных конкурсах, в частности Дунайские звездочки», «Gagauz sesi-2006» («Голос Гагаузии-2006»), «Budjak sesleri-2013», «Eurofest 2016» (город Скопье), «Фантазии моря-2006» и многих других. В ряде из них одерживала победы и призовые места. Победила на конкурсе красоты «Хрустальная Корона Дуная-2007», который проходил в городе Рени.
Исполняет песни на украинском и гагаузском языках. Среди ее песен — «Sarmaş bana» («Обними меня»), «Sen varsın bendä» («Ты у меня есть»), «Zurnanın avası» («Мелодия зурны»). Сотрудничает с Заслуженным артистом Молдовы, гагаузским певцом Петром Петковичем.
По основной профессии – преподаватель. Преподает в Одесском национальном экономическом университете. Кандидат экономических наук (2016).
В 2022 году исполнила украинскую песню «Ой на лугу красная калина» на гагаузском языке.

## Дискография

### Синглы
- 2024 — Yaz Dostum
- 2024 — Yok Aşktan Kaçış (feat. Serdar Ortaç)